# Герман, Фридрих Бенедикт Вильгельм фон
Фридрих Бенедикт Вильгельм фон Герман (англ. Friedrich Benedikt Wilhelm von Hermann; 5.12.1795—23.11.1868) — немецкий экономист и статистик, профессор экономики Мюнхенского университета.

## Биография
Фридрих родился 5 декабря 1795 года в городе Динкельсбюль в Баварии.
После окончания начального образования некоторое время работал в кабинете рисовальщика. Затем он возобновил учебу в гимназии города Динкельсбюль, в университете Эрлангена и университете Вюрцбурга. В 1817—1821 годах был учителем математики в частной школе Нюрнберга. В 1821—1823 годах был назначен преподавателем математики в гимназии Эрлангена. В 1823 году приват-доцент в университете Эрлангена. В 1823 году защитил свою диссертацию по экономическим учениям в Древнем Риме.
Впоследствии он выступал в качестве профессора математики в гимназии и политехнической школе в Нюрнберге, где он продолжал до 1827. Во время своего пребывания там он опубликовал элементарный трактат по арифметике и алгебре, и совершил поездку во Францию для осмотра организации и проведения технических училищ в этой стране. Результаты его исследования были опубликованы в 1826 и 1828 годах. Вскоре после возвращения из Франции он стал экстраординарным профессором политологии, а в 1833 году был удостоен звания ординарного профессора Мюнхенского университета.
В 1832 году было опубликовано первое издание его труда по политической экономии, Staatswirtschaftliche Untersuchungen. В 1835 году он стал членом Баварской академии наук. С 1836 года он действовал в качестве инспектора технического обучения в Баварии и совершал частые поездки в Берлин и Париж, чтобы изучить методы, используемые там. На государственной службе Баварии, которой он посвятил себя, он быстро поднялся по карьерной лестнице. В 1837 году он был включен в Совет по надзору за церковной и школьной работой. С 1839 года стоял во главе статистического бюро, отчеты которого печатались в «Beiträge z. Statistik d. Königreichs Bayern, Hefte 1-17, 1850—1867». В 1845 году он был одним из советников по внутренним делам, в 1848 году он член Франкфуртского национального собрания. Герман совместно с Иоганном Хекшером и другими сыграли важную роль в организации так называемой «Великогерманской» партии и был выбран в качестве одного из представителей их взглядов в Вене. Горячо поддерживая Германский таможенный союз, он поступил в 1851 году в качестве комиссара Всемирной промышленной выставки в Лондоне и опубликовал подробный доклад о шерстяных изделиях. В 1854 году он был председателем Комитета судей на аналогичной выставке в Мюнхене, и отчет о его работе был составлен им самим. В 1855 году он стал государственным советником. С 1835 по 1847 год он сделал длинный ряд экономических отчётов для Münchener gelehrte Anzeigen, а также написал для Archiv der politischen Ökonomie (Архивов по политэкономии) К. Г. Рау и для Augsburger allgemeine Zeitung (Аугсбургской общей газеты).
Фридрих Бенедикт Вильгельм фон Герман скончался 23 ноября 1868 года. После его смерти второе издание Staatswirtschaftliche Untersuchungen было опубликовано в 1870 году.